# Dargol
Dargol (auch: Darghol) ist eine Landgemeinde im Departement Gothèye in Niger.

## Geographie

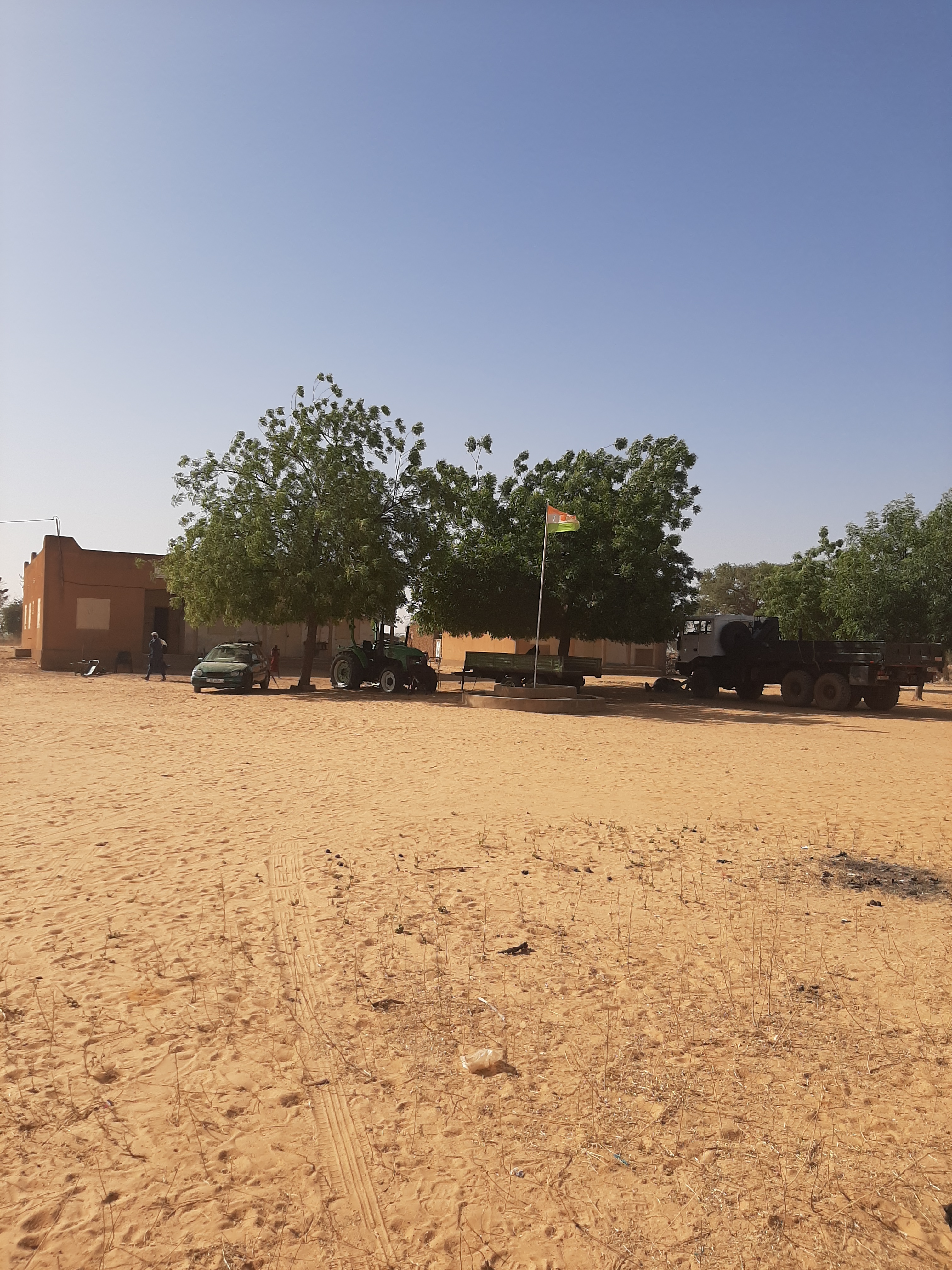
Rathaus von Dargol (2024)

Dargol liegt am Fluss Niger und grenzt im Südosten an den Nachbarstaat Burkina Faso. Die Nachbargemeinden in Niger sind Kokorou im Nordwesten, Sinder im Norden, Gothèye im Nordosten, Torodi im Südosten sowie Diagourou und Téra im Westen.
Bei den Siedlungen im Gemeindegebiet handelt es sich um 50 Dörfer, 270 Weiler und ein Lager. Der Hauptort der Landgemeinde ist das Dorf Dargol. Das nach Einwohnern größte Dorf ist Bandio. Zu den am Strom Niger gelegenen Siedlungen zählen Hélé Koubo, Koganey, Koma Gourma, Tondi Daro und Yalwani.
Das nördliche Drittel der Gemeinde wird zum Sahel gerechnet, während die südlichen zwei Drittel Teil der Übergangszone zwischen Sahel und Sudan sind. Dargol ist von einer Steppenlandschaft geprägt. Hier gedeihen Akazien, Wüstendatteln und Grasarten wie Andropogon gayanus und Cenchrus biflorus. Durch die Gemeinde fließt der gleichnamige Fluss Dargol. Zu den Seen zählen die 500 Hektar große Mare de Yalalé und die 40 Hektar große Mare de Doulgou. Auch beim Weiler Inamakan erstreckt sich ein großer Weiher mit vielen Vogelarten.

## Geschichte
Das Dorf Dargol wurde von einer Gruppe Gourmantché unter der Führung eines Mannes namens Mossi Beidou gegründet. Nach dem Untergang des Songhaireichs 1591 gehörte Dargol, zunächst unter dem Namen Sonhey, zu jenen Orten im heutigen Niger, an denen sich Songhai-Flüchtlinge unter einem Nachkommen der ehemaligen Herrscherdynastie Askiya niederließen. Dies galt auch für die Dörfer Bangou Tara, Garbougna, Guériel und Kossogo, die heute zum Gemeindegebiet von Dargol zählen. Der erste Songhai-Herrscher von Dargol hieß Tafalma.
Im 19. Jahrhundert hielten die Songhai-Herrscher von Dargol ihre Bündnisse mit anderen Songhai-Gebieten aufrecht und versuchten sich zugleich mit den feindlichen Fulbe und Tuareg zu arrangieren. Der deutsche Afrikaforscher Heinrich Barth beschrieb in den 1850er Jahren, ohne die Lage des Orts bestimmen zu können, die Einwohner als „sehr kriegerisch, bewaffnet mit Schild, Schwert und Speer“. Von Dargol zu Hilfe gerufen, zerstörte der Zarma-Herrscher Issa Korombé aus Karma den Ort Lamordé und nahm Kollo ein. Der Herrscher Oumarou Bani, der 1891 in Dargol an die Macht kam, schloss ein Bündnis mit den Tuareg, während er unter der Hand weiterhin andere von Tuareg unterdrückte Songhai-Gebiete unterstützte. Bei der Ankunft der Franzosen gab sich Oumarou Bani entsprechend seinem Bündnis mit den Tuareg als Unterstützer des Widerstands, während eine Abordnung aus Dargol unter Gueydou Ouankoy die Franzosen begrüßte.

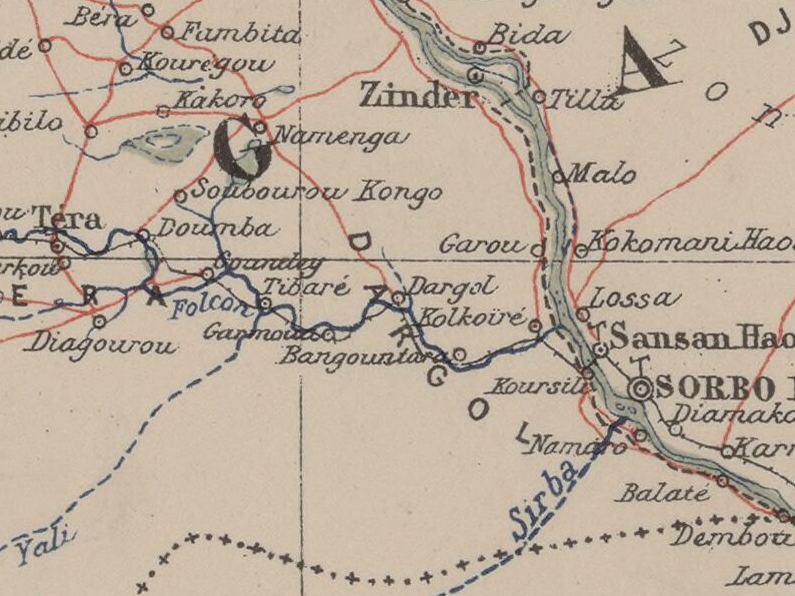
Ausschnitt einer Karte von 1903 mit Dargol im Zentrum

Im Jahr 1899 gelangte Dargol als Teil des neu geschaffenen Kreises Sinder unter französische Militärverwaltung. 1905 wurde der Ort in das neue Militärterritorium Niger eingegliedert. Die französische Kolonialverwaltung richtete in Dargol einen Kanton ein, der 1956 dem Autonomen Kreis Téra, dem späteren Departement Téra, angeschlossen wurde.
Im Zuge einer landesweiten Verwaltungsreform im Jahr 2002 wurde der Kanton Dargol in die Landgemeinde Dargol umgewandelt. Bei der Hungerkrise in Niger 2005 gehörte die Landgemeinde zu den am stärksten betroffenen Orten. Hier hatte die Bevölkerung weniger als eine Mahlzeit am Tag zur Verfügung. Bei Überschwemmungen im Jahr 2008 erlitten 147 Personen materiellen Schaden. 17 Häuser wurden völlig zerstört. Bei der Flutkatastrophe in West- und Zentralafrika 2010 wurden 1225 Einwohner von Dargol als Katastrophenopfer eingestuft. Seit 2011 gehört Dargol nicht mehr zum Departement Téra, sondern zum neugegründeten Departement Gothèye. Bei den Präsidentschaftswahlen am 21. Februar 2021 wurden im zu Dargol gehörenden Dorf Waraw sieben Mitglieder der unabhängigen nationalen Wahlkommission beim Auffahren auf eine Landmine getötet. Im Januar 2023 wurden beim Dorf Doulgou bei einer Operation der Streitkräfte Nigers elf Terroristen getötet. Eine bewaffnete Gruppe griff im Juni 2024 im Weiler Tassia eine Einheit der Streitkräfte Nigers an, tötete 21 Menschen, darunter einen Zivilisten, und verletzte neun weitere Menschen.

## Bevölkerung
Bei der Volkszählung 2012 hatte die Landgemeinde 147.779 Einwohner, die in 17.089 Haushalten lebten. Bei der Volkszählung 2001 betrug die Einwohnerzahl 88.329 in 10.794 Haushalten.
Im Hauptort lebten bei der Volkszählung 2012 4814 Einwohner in 701 Haushalten, bei der Volkszählung 2001 5303 in 648 Haushalten und bei der Volkszählung 1988 6626 in 1014 Haushalten.
Die Bevölkerung setzt sich aus Songhai, Tuareg, Fulbe und Wogo zusammen. Im Zuwandererviertel (Zongo) im Hauptort leben außerdem Hausa-Händler aus Niger und andere Händler aus dem Ausland.

## Politik
Der Gemeinderat (conseil municipal) hat 25 gewählte Mitglieder. Mit den Kommunalwahlen 2020 sind die Sitze im Gemeinderat wie folgt verteilt: 10 PNDS-Tarayya, 8 MPR-Jamhuriya, 4 PJP-Génération Doubara, 2 AMEN-AMIN und 1 ANDP-Zaman Lahiya.
Jeweils ein traditioneller Ortsvorsteher (chef traditionnel) steht an der Spitze von 43 Dörfern in der Gemeinde.

## Kultur
Das Dorf Dartchandé in Dargol ist ein traditionelles Zentrum der Djesseré. Dabei handelt es sich um eine besondere Art von Erzählern, die historische Überlieferungen in langen Vorträgen weitergeben.

## Wirtschaft und Infrastruktur

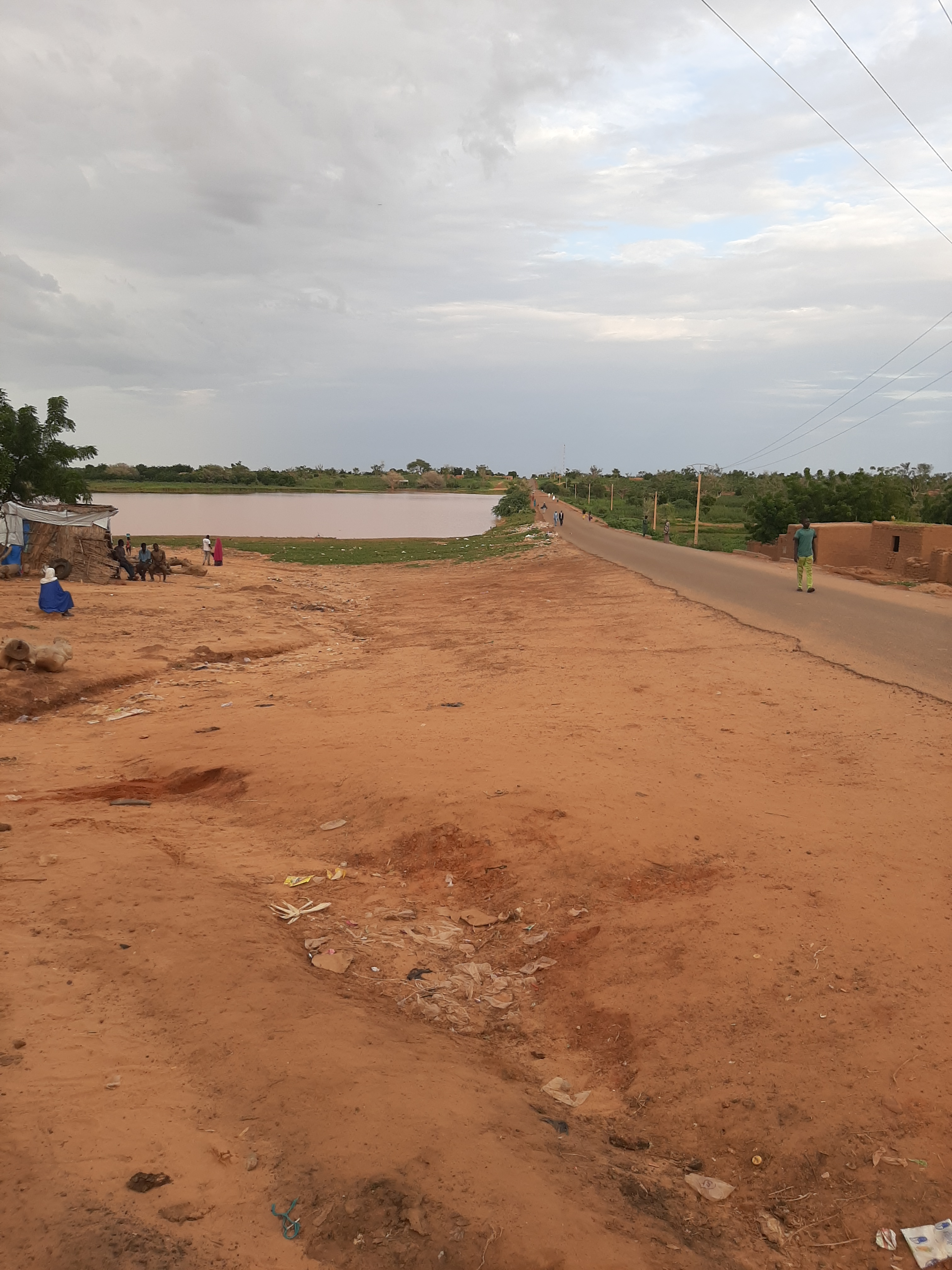
Nationalstraße 4 beim Dorf Bandio in der Gemeinde Dargol (2023)

Die wirtschaftlichen Eckpfeiler der Gemeinde sind der Ackerbau und der grenzüberschreitende Handel mit Burkina Faso. In Dargol gibt es acht Wochenmärkte. Am Wochenmarkt im Hauptort bieten über 300 Händler ihre Waren an, noch bedeutender ist jener im Dorf Bandio, zu dem auch ein Viehmarkt gehört. Das staatliche Versorgungszentrum für landwirtschaftliche Betriebsmittel und Materialien (CAIMA) unterhält eine Verkaufsstelle im Hauptort. Für den Eigenbedarf werden Hirse und Sorghum angebaut. Der Anbau von Augenbohnen, Erderbsen, Erdnüssen, Okra und Sesam dient vor allem Handelszwecken. Besonders in Flussnähe wird Bewässerungsfeldwirtschaft für Reis betrieben.
Im Gemeindegebiet sind verschiedene Bodenschätze vorhanden, darunter Gold. Die Goldlagerstätten sind das Ziel von Zuwanderern, die dort unter gesundheitsschädlichen Bedingungen arbeiten. Junge Männer aus Dargol gehen umgekehrt zur saisonalen Arbeitsmigration nach Ghana, Lomé, Benin, die Elfenbeinküste und Nigeria.
Gesundheitszentren des Typs Centre de Santé Intégré (CSI) sind im Hauptort sowie in den Siedlungen Bandio, Bangou Tara, Wama, Waraw und Yalwani vorhanden. Das Gesundheitszentrum in Bangou Tara verfügt über ein eigenes Labor und eine Entbindungsstation. Das Gesundheitszentrum im Hauptort war 2016 für die Versorgung von über 43.500 Menschen zuständig. Der CEG Dargol und der CEG Bandio sind allgemein bildende Schulen der Sekundarstufe des Typs Collège d’Enseignement Général (CEG).
Durch die Gemeinde verlaufen die 214,1 Kilometer lange Nationalstraße 4 zwischen der Hauptstadt Niamey und der Staatsgrenze zu Burkina Faso (diese auch durch den Gemeindehauptort) sowie die 143,9 Kilometer lange Nationalstraße 39 zwischen dem Departementshauptort Gothèye und dem Dorf Fonéko Tédjo. Im Hauptort wird eine Niederschlagsmessstation betrieben.

## Persönlichkeiten
- Boubacar Boureima (* 1958), Diplomat
- Tinguizi (um 1913–1983), Erzähler am Hof von Dargol